# جوني أو. جاكسون
جوني أو. جاكسون (بالإنجليزية: Johnnie O. Jackson)‏ هو لاعب كمال أجسام أمريكي، ولد في 30 يناير 1971 في هاممونتون في الولايات المتحدة.